# 范文藤
范文藤(Phan, Van Thanh)（1991年11月24日—），香港職業足球員，司職中場，曾經效力於屯門普高。
范文藤年少時開始於屯門居住，非外界所傳聞的「越南借將」，
他在年輕時在屯門少年足球隊比賽，於2004年離島回歸盃中為屯門隊在中場直接射入，領先1:0，但其後被對手扳回一球，結果踢成1:1，因得失球差無緣進入決賽，范文藤激動落淚。
他小學時就讀屯門區的兆霖學校。中學就讀鐘聲慈善社胡陳金枝中學，並成為該隊隊長。